# Чонка, Юрий Владимирович
 Юрий Владимирович Чонка  (укр. Юрій Володимирович Чонка; 31 мая 1991, Великая Копаня, Закарпатская область) — украинский футболист, полузащитник

## Карьера
Начинал свою карьеру Юрий Чонка в Ужгороде. В 2009 и 2010 годах выступал за любительский клуб «Берегвидейк» из Берегово.
В 2011 году подписал профессиональный контракт с харьковским «Металлистом» на 5 лет. Единственную игру в основной составе харьковчан Юрий провёл 21 сентября 2011 года в рамках 1/16 финала Кубка Украины против своего бывшего клуба, «Берегвидейка». Футболист отыграл весь матч, который окончился победой «Металлиста» со счётом 3:0.
В 2013 году Чонка перешёл в белорусский клуб «Нафтан» из Новополоцка на правах аренды. После окончания аренды вернулся в «Металлист». Сезон 2014 провёл в любительском клубе «Севлюш» (Виноградов) и стал бронзовым призёром чемпионата Закарпатской области.